# Alfred Cortot
Alfred Denis Cortot (ur. 26 września 1877 w Nyonie, zm. 15 czerwca 1962 w Lozannie) – francusko-szwajcarski pianista i dyrygent, jeden z największych wirtuozów gry fortepianowej w pierwszej połowie XX wieku.

## Życiorys
Pochodzi z rodziny francusko-szwajcarskiej. Gry na fortepianie uczył się w Genewie od 5 roku życia. W wieku 9 lat rozpoczął studia w konserwatorium w Paryżu, jego profesorami byli Émile Descombe i Louis Diémer. Debiutował w 1897 r., rok po ukończeniu studiów, wykonaniem w Paryżu III koncertu fortepianowego Ludwiga van Beethovena. W następnym roku wyjechał do Bayreuth, gdzie pracował w charakterze korepetytora i kierownika chóru, a następnie także asystentem dyrygenta Festiwalu w Bayreuth. Głównym powodem wyjazdu była fascynacja muzyką Richarda Wagnera, związanego przed laty z tamtejszym Teatrem Operowym.
Trzyletni pobyt w Niemczech miał znaczący wpływ na drogę artystyczną Cortota. W 1902 r. jako dyrygent kierował pierwszymi francuskimi wykonaniami wagnerowskich dramatów muzycznych: Zmierzchu bogów i Parsifala.
W 1905 r. Cortot wraz z Jacques’em Thibaud i Pablo Casalsem stworzył trio fortepianowe, które z czasem okazało się jednym z najsłynniejszych zespołów kameralnych swojej epoki. Zespół koncertował do wybuchu II wojny światowej w 1939 r.
W 1919 r. Cortot założył z Augustem Mangeotem École Normale de Musique de Paris, konserwatorium uważane do dziś za jedno z najlepszych w Europie. Pracowali w nim m.in. Pablo Casals, Paul Dukas, Arthur Honegger i Wanda Landowska. Sam Cortot uchodził za wybitnego pedagoga. Wychował wielu uczniów, wśród których byli m.in. Dinu Lipatti i Clara Haskil. Gry na fortepianie uczyła się u niego także stypendystka z Polski, późniejsza wybitna pianistka Halina Czerny-Stefańska.
Był autorem prac poświęconych technice pianistycznej i interpretacji utworów fortepianowych, przede wszystkim cenionych przez dziesięciolecia Cours d'interprétation z 1934 r. i Aspects de Chopin z 1949 r.
W dwudziestoleciu międzywojennym kilkakrotnie odwiedzał Polskę, gdzie publiczność przyjmowała go owacyjnie.
25 lipca 1934 został odznaczony krzyżem komandorskim Legii Honorowej.

### Postawa w okresie II wojny światowej
W czasie II wojny światowej Cortot poparł niemiecką okupację Francji. Był członkiem Rady Narodowej (Conseil national), ciała doradczego rządu Vichy, piastując stanowisko komisarza ds. sztuk pięknych. Grywał opłacane przez nazistów koncerty w Niemczech (np. w Berlinie w 1942 r.), występował też na oficjalnych koncertach w okupowanej stolicy Francji. 
W 1941 otrzymał też Order Galijskiej Franciski. Po upadku Vichy i wyzwoleniu kraju zakazano mu występów, został uznany przez francuską opinię publiczną za persona non grata.
W 1945 r. wyjechał z kraju i zamieszkał w Szwajcarii. Koncertował jednak nadal poza Francją, m.in. w Anglii.

## Repertuar
Mimo uwielbienia dla muzyki niemieckiej, nie wykonywał prawie wcale utworów Bacha, Mozarta, Beethovena, Schuberta czy Brahmsa. Nie sięgał też po muzykę rosyjską. Wykonywał przede wszystkim muzykę kompozytorów francuskich – Camille'a Saint-Saënsa, Gabriela Faurégo, Claude'a Debussy'ego i Maurice'a Ravela. Najbardziej znany jest jednak jako interpretator utworów Fryderyka Chopina i Roberta Schumanna.

## Technika gry
Uważany jest za jednego z ostatnich pianistów o osobistym, subiektywnym stylu gry. Ukształtowany w duchu tradycyjnej, romantycznej francuskiej szkoły fortepianu operował ogromną swobodą i intuicją. Jego wykonawstwo wyróżniała rzadko spotykana wrażliwość na barwę dźwięku. Świadczą o tym nagrania z lat trzydziestych, w których mimo ich niedoskonałości technicznej słychać wirtuozowski rozmach. Styl ten cechuje liryzm i ogromna ekspresja, wyrażająca się np. w częstym stosowaniu zmian tempa.
W nagraniach powojennych Cortot jest znacznie mniej biegły (nierzadko słychać w nich błędy), dawały tu o sobie znać problemy zdrowotne artysty.